# Ernst Hürlimann
Ernst Hürlimann, švicarski veslač, * 19. oktober 1934, Wädenswil. 
Hürlimann je za Švico nastopil na Poletnih olimpijskih igrah 1960 v Rimu, kjer je v dvojnem dvojcu s partnerjem, Rolfom Larcherjem osvojil bronasto medaljo.